# Yalın Dilek
Recep Yalın Dilek (* 26. Juli 2006 in Istanbul) ist ein türkischer Fußballspieler.

## Karriere

### Verein
Dilek begann seine Karriere bei Büyükçekmece Belediyespor. Im Februar 2017 wechselte er in die Jugend von Galatasaray Istanbul. Im August 2024 stand er erstmals im Profikader von Galatasaray, zu einem Einsatz kam er aber nicht.
Im Januar 2025 wurde Dilek für eineinhalb Jahre an den österreichischen Zweitligisten First Vienna FC verliehen. Sein Debüt in der 2. Liga gab er im Februar 2025, als er am 17. Spieltag der Saison 2024/25 gegen Admira Wacker in der 78. Minute für Kelechi Nnamdi eingewechselt wurde.

### Nationalmannschaft
Dilek spielte im Juni 2022 erstmals für eine türkische Jugendnationalauswahl.